# Marco Balestri
Marco Balestri (Perugia, 8 novembre 1953) è un autore televisivo, conduttore televisivo, conduttore radiofonico e opinionista italiano.

## Biografia

### Televisione
Marco Balestri si è laureato in filosofia nel 1977. Inizialmente professore di filosofia al liceo, successivamente vince un concorso da conduttore radiofonico. Inizia quindi a lavorare come conduttore e autore per Rai Radio 2 nel 1980, all'età di 26 anni. Successivamente entra in Fininvest, facendosi conoscere come autore di M'ama non m'ama, W le donne e Il gioco delle coppie (1985), presentato da Marco Predolin su Italia 1. È anche autore del programma della mattina Facciamo un affare, che vede per la prima volta Iva Zanicchi in veste di conduttrice, e di quattro edizioni di Miss Italia, in onda su Canale 5 e Italia 1 tra il 1984 e il 1987. In quel periodo lavora in Francia per La Cinq, collaborando alla creazione di alcune trasmissioni di successo, fra cui Cherchez la femme e C'est la vie.
Nel 1989 è autore di Una rotonda sul mare, programma ripetuto nel 1990 e premiato con un Telegatto. In quello stesso anno adatta, sempre per Canale 5, il gioco a premi La verità, ispirato al format statunitense To Tell the Truth. Nella trasmissione, da lui condotta e di cui è coautore anche Tullio Ortolani, alcuni personaggi narravano la propria vita lavorativa mescolandola a fatti e situazioni in gran parte inventati. Vinceva il concorrente che riusciva a individuare la verità. Nel 1990 presenta un nuovo programma che vede protagonisti i bambini, dal titolo Dire, Fare, baciare: Lettera o Testamento. Sempre nel 1990 è autore e presentatore del primo programma itinerante di Mediaset Per la strada, una trasmissione che vede la gente tornare in piazza ogni sera, facendo in qualche modo rivivere allo spettatore i tempi di Campanile sera.
Nel 1991 è inviato speciale di Telemike per tre edizioni del programma e continua a presentare su Canale 5 il quiz La Verità. Nel 1992 scrive con Cristiano Minellono i testi della trasmissione di Italia 1 La strana coppia e presenta Lui, lei, l'altro, programma firmato da Tullio Ortolani e Belinda Bellotti per Rete 4. La trasmissione, impostata sotto forma di talk show, è incentrata sulla vita di alcune coppie separate, che appaiono in scena accompagnate dalla persona che è causa della rottura matrimoniale. Viene proposta per due edizioni consecutive. Nello stesso periodo diventa l'autore di punta di Scherzi a parte, su Italia 1, dove appare spesso anche come attore nei vari scherzi.
Nel 1994 conduce la prima edizione di Bravissima, un programma ideato da Valerio Merola per Italia 1 e, due anni più tardi, per Canale 5, Ricomincio da capo. Nel 1995 con Fiorello Non dimenticate lo spazzolino da denti, in onda su Canale 5. Nel biennio 1996-1997 è autore e conduttore del programma Strettamente personale, trasmesso da Telemontecarlo; nello stesso periodo Giorgio Gori, all'epoca direttore di Italia 1, gli propone la conduzione del nascente programma Le Iene ma Balestri declina la proposta per dedicarsi alla figlia neonata. Nel 1998, nel 1999 e nel 2000 è la volta de Il brutto anatroccolo presentato a fianco di Amanda Lear. Nel 2001 presenta per la prima serata di canale 5 "Ricomincio da capo" con VIP (Stefania Sandrelli,Alba Parietti,Renato Pozzetto,Gene Gnocchi) alle prese con un mestiere alternativo
Nel 2000 presenta il programma Taxi giallo che esaudiva i desideri impossibili dei bambini. Nel 2001 è il presentatore in prima serata di Italia 1 di Candid Angel's, con Samantha De Grenet, Filippa Lagerbäck e Alessia Merz. Sempre su Italia 1, nello stesso anno, in coppia con la Merz, conduce Candid Camera Café. Dal 2002 al 2005 lavora al fianco di Alberto Castagna nel programma Stranamore e ha condotto Stranamore e poi, versione estiva del programma. Nel 2003 conduce su Rai 2 Bubusette, un quiz itinerante nei piccoli centri italiani, con Alena Šeredová in veste di valletta.
Nel 2007 presenta Sexy car wash, un quiz in onda su FX, canale satellitare destinato ad un target maschile di Fox. È spesso ospite di vari programmi RAI come La sposa perfetta e L'Italia sul 2. Nel 2010 partecipa alle puntate del sabato di X Factor su Rai 2 ed è anche autore e regista per Italia 1 di Ciccia è bella, un programma sull'arte del piacersi nonostante una taglia abbondante. Nel 2013 diventa opinionista fisso nel programma di Federica Panicucci Mattino 5, su Canale 5. Nel 2017 è ideatore e autore de Lo scherzo perfetto su Italia 1, primo talent dedicato agli scherzi, condotto da Teo Mammucari.

### Radio
Nel 2006 diventa il conduttore di punta del drive time di R101, dove si occupa anche di amore, sentimenti e sessualità con il programma Molto personale e il sabato notte con un'appendice dai toni più spinti, Molto personale Hot. Nel 2011, dal programma radiofonico Molto personale su R101, è stato tratto il libro SMP (Storie Molto Personali), che raccoglie i più significativi sms ricevuti nei sei anni di programmazione.

### Teatro
Nel 2010 ha esordito come protagonista del Musical Christmas Show per la regia di Maurizio Colombi. Nel 2014 è stato protagonista dello spettacolo teatrale L'animale, al Teatro Nuovo di Milano.

## Programmi televisivi
- M'ama non m'ama (Rete 4, 1983-1985, solo autore)
- W le donne (Canale 5, 1984-1986, solo autore)
- Il gioco delle coppie (Canale 5, 1985, solo autore)
- Facciamo un affare (Canale 5, 1985-1986, solo autore)
- Miss Italia (Canale 5, 1985-1987, solo autore)
- Cherchez la femme (La Cinq, 1985, solo autore)
- C'est la vie (La Cinq, 1985-1986, solo autore)
- Una rotonda sul mare (Canale 5, 1989-1990, solo autore)
- Per la strada (Italia 1, 1989, autore e conduttore)
- Dire fare baciare: Lettera o testamento (Canale 5, 1990, autore e conduttore)
- La verità (Canale 5, 1990-1991; Rete 4, 1991-1995, autore e conduttore)
- Telemike (Canale 5, 1990-1992, inviato)
- La strana coppia (Italia 1, 1992, solo autore)
- Lui, lei, l'altro (Rete 4, 1992-1994, autore e conduttore)
- Scherzi a parte (Italia 1, 1992, 1997; Canale 5, 1993-1995, 1999-2012, autore ed attore di alcuni scherzi)
- Bravissima (Italia 1, 1994)
- Ricomincio da capo (Canale 5, 1996, autore e conduttore)
- Strettamente personale (Telemontecarlo, 1996-1997, autore e conduttore)
- Una serata Strettamente personale (Telemontecarlo, 1996, autore e conduttore)
- Il brutto anatroccolo (Italia 1, 1998-2000, autore e conduttore)
- Taxi giallo (2000, autore e conduttore)
- Candid Angel's (Italia 1, 2001, autore e conduttore)
- Candid Camera Café (Italia 1, 2001, autore e conduttore)
- Stranamore (Canale 5, 2002-2003; Rete 4, 2004-2005, autore ed inviato)
- Stranamore... e poi (Canale 5, 2002; Rete 4, 2005, autore e conduttore)
- Bubusette (Rai 2, 2003, autore e conduttore)
- Il Mister + bello d'Italia (Rai 1, 2003)
- Sexy car wash (FX, 2007, autore e conduttore)
- La sposa perfetta (Rai 2, 2007, giurato)
- L'Italia sul 2 (Rai 2, 2008-2010, opinionista)
- X Factor (Rai 2, 2010)
- Ciccia è bella (Italia 1, 2010, autore e regista)
- Mattino 5 (Canale 5, dal 2013, opinionista)
- Lo scherzo perfetto (Italia 1, 2017, solo autore)

## Riconoscimenti
Nel 1987 ha vinto il premio come miglior autore televisivo consegnato su Canale 5 ad Azzurro.
Nel 1994 ha vinto un Telegatto per il miglior scherzo di Scherzi a parte.
Nel 1995 vince il premio del Salone Internazionale dell'Umorismo di Bordighera con il libro Il bestio e la bestia (pubblicato dalle Edizioni Larus).
Nel 2013 ha vinto il premio La rosa dell'Umbria, per lo spettacolo e la televisione.